# Condado de Mercer (Illinois)
O Condado de Mercer é um dos 102 condados do Estado americano de Illinois. A sede do condado é Aledo, e sua maior cidade é Aledo. O condado possui uma área de 1 473 km² (dos quais 20 km² estão cobertos por água), uma população de 16 957 habitantes, e uma densidade populacional de 12 hab/km² (segundo o censo nacional de 2000). O condado foi fundado em 13 de janeiro de 1825.